# حارة باب المنجل (صنعاء)
حارة باب المنجل هي إحدى حارات حي معين بمديرية معين إحد مديريات العاصمة اليمنية صنعاء، بلغ تعداد سكانها 3061 نسمة حسب تعداد اليمن لعام 2004.